# Trango Tower
Der Trango Tower oder Nameless Tower ist ein 6251 m hoher Granitgipfel auf der Nordseite des Baltorogletschers gegenüber von Urdukas im Baltoro Muztagh im Norden Pakistans. Er gilt als der spektakulärste Gipfel unter den Trango-Türmen. 

## Besteigungsgeschichte
Im Jahr 1975 versuchte der Brite Joe Brown eine Besteigung, scheiterte aber. Ein Jahr darauf, am 8. Juli 1976, gelang den Briten Mo Anthoine und Martin Boysen, am nächsten Tag gefolgt von Joe Brown und Malcom Howells, die Erstbesteigung über die Südwestwand.
Die Route ist mehr als zwanzig Seillängen lang und meist schwerer als VI (UIAA).
Im Jahr 1987 gelang den Slowenen Slavko Cankar, Franc Knez und Bojan Srot eine neue Route durch die Südostwand (Slowenenführe). Die Route wurde ein Jahr später von Kurt Albert, Wolfgang Güllich und Hartmut Münchenbach frei, das heißt ohne Verwendung technischer Hilfsmittel, geklettert. In diesem Jahr erfolgte die vierte Besteigung durch Erhard Loretan und Wojciech Kurtyka über eine neue Route in der Ostwand.
Im Jahr 1990 gelang Catherine Destivelle die zweite freie Begehung der Slowenenroute mit Jeff Lowe für ein Filmprojekt von David Breashears.
Die bislang schwierigste Route Eternal Flame (IX−, UIAA; 22 Seillängen; mit einigen technisch gekletterten Passagen) auf den Gipfel über den Südpfeiler wurde am 10. September 1989 von Wolfgang Güllich und seinem Seilpartner Kurt Albert erstbegangen. Die Route galt lange Zeit als schwierigste Kletterroute über 5000 Meter. Im Sommer 2009 gelang Franz Hinterbrandner, Mario Walder, Alexander und Thomas Huber die erste Rotpunktbegehung von Eternal Flame (IX+/X−, UIAA). 2022 war zunächst Edu Marin mit der zweiten freien Begehung erfolgreich, wenige Tage später gefolgt durch Barbara Zangerl und Jacopo Larcher, wobei beide die Route ohne Sturz vorstiegen.
Im Jahr 1992 wurde durch Greg Child und Mark Wilford eine neue Route durch die Südostwand erstbegangen.
1995 konnte die Ostwand von einem US-amerikanischen Team unter der Führung von Todd Skinner das erste Mal frei geklettert werden (34 Seillängen).
Am 8. Juli 2025 erreichte Laura Dahlmeier den Gipfel des Nameless Towers. Es war ihr letzter Gipfel bevor sie am 28. Juli 2025 am Leila Peak durch Steinschlag ums Leben kam.